# 貝克航空
貝克航空是一家於1999年創立的哈薩克航空公司，主要業務為營運國內航線。2008年貝克航空收購烏拉爾斯克機場的股份，並以該機場為樞紐機場，並且承諾每個月投入1000萬哈薩克堅戈的經費維護機場及跑道設施。

## 機隊

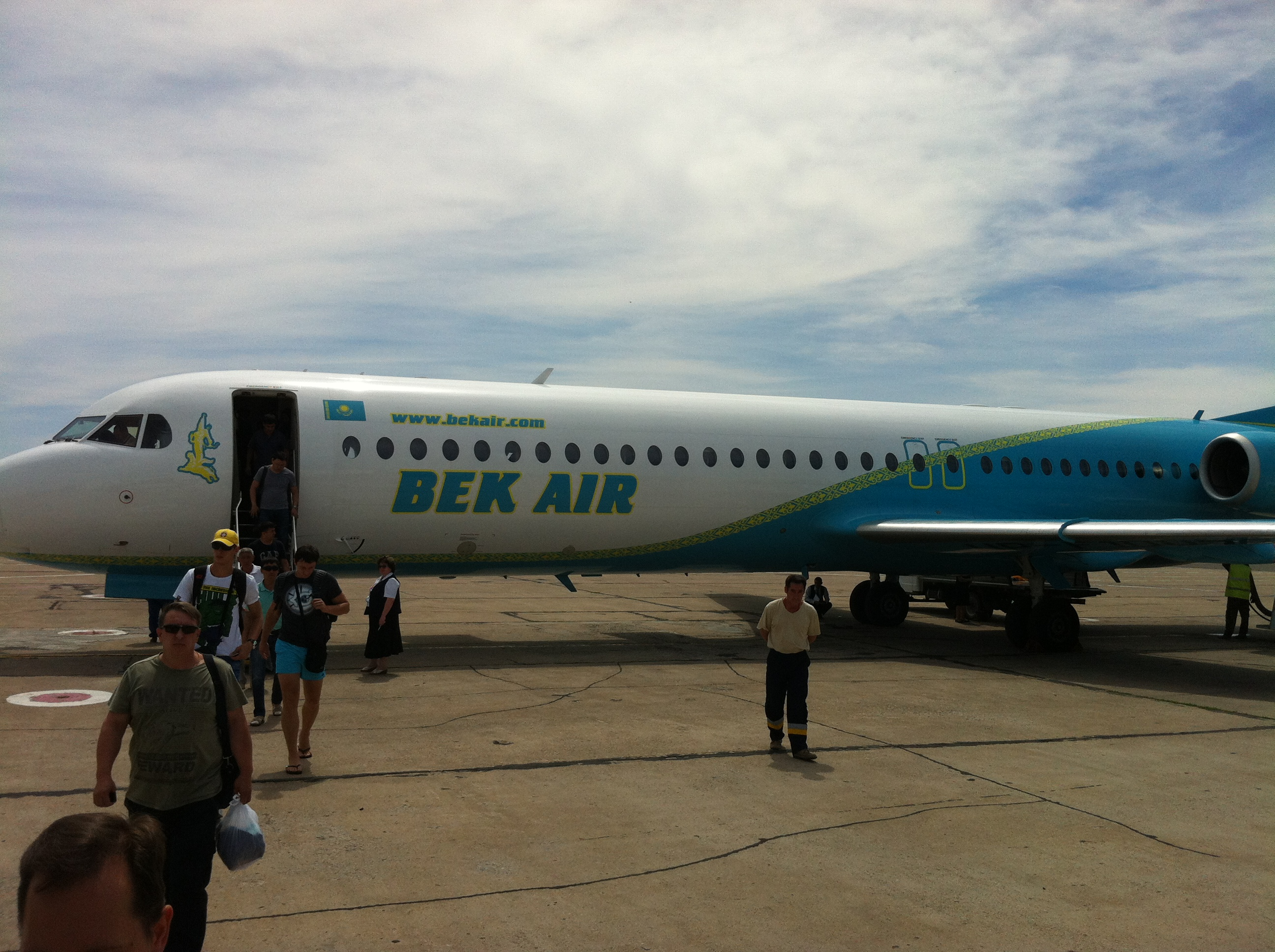
福克100客機，攝於2014年

開業初期是向InvestAvia航空租賃飛機，2012年貝克航空接收了首架福克100型客機。2013年從荷蘭Mass Lease公司購買了第2架福克100客機。2014年至2017年間陸續向Mass Lease租賃了另外6架福克100客機。2019年，向巴拿馬航空購買了1架福克100客機。在2019年莫斯科茹科夫斯基國際機場舉辦的莫斯科國際航空航天展覽會上，貝克航空簽署了10架伊爾庫特MC-21客機的購買意向書。預計新飛機的交付時間為2021年下半年，替換目前使用的福克100機隊。表列至2019年12月

### 現役機隊
| 機型              | 數量 | 已訂購 | 座位 | 座位 | 座位 | 備註                                  |
| 機型              | 數量 | 已訂購 | C    | Y    | 合計 | 備註                                  |
| ----------------- | ---- | ------ | ---- | ---- | ---- | ------------------------------------- |
| 福克100           | 8    | —      | 9    | 100  | 109  | 2019年12月27日，1架於阿拉木圖市墜毀。 |
| 伊爾庫特MC-21-300 | —    | 10     | TBA  | TBA  | TBA  |                                       |
| 總計:             | 8    | 10     |      |      |      |                                       |

### 退役機隊
- 雅克列夫 Yak-40（英语：Yakovlev Yak-40）
- 圖波列夫 圖-154
- BAC 1-11
- 達梭航太獵鷹20（英语：Dassault Falcon 20）

## 航點
- 阿克套[7]
- 阿克托比（英语：Aktobe Airport）
- 阿拉木圖
- 阿特勞
- 加拉干達（英语：Sary-Arka Airport）
- 庫斯塔奈（英语：Kostanay Airport）[8]
- 克孜勒奧爾達（英语：Kyzylorda Airport）
- 阿斯塔納
- 烏拉爾斯克（英语：Oral Ak Zhol Airport）
- 厄斯克門機場
- 巴甫洛達爾（英语：Pavlodar Airport）
- 奇姆肯特國際機場
- 傑茲卡茲甘（英语：Zhezkazgan Airport）

## 飛安事故
- 2016年3月27日，貝克航空Z92041班機[9] （機型：福克100，國籍標誌及登記號碼：UP-F1012），搭載了116名乘客及5名機組人員，執飛克孜勒奧爾達（英语：Kyzylorda Airport）至阿斯塔納的航班。因為起落架(鼻輪)故障，緊急轉降首都努爾蘇丹阿斯塔納國際機場。未有乘客或機組員傷亡。

- 2019年12月27日，貝克航空Z92100班機[10] [11] （機型：福克100，國籍標誌及登記號碼：UP-F1007[12] ）搭載了95名乘客及5名機組人員，執飛阿拉木圖往首都努爾蘇丹的航班。表定當地上午7點5分起飛，但起飛不久即墜毀並撞擊地面的一棟2層樓房屋[13]導致多名乘客死亡及受傷。事故原因調查中。

## 外部連結
- https://web.archive.org/web/20161119000801/http://bekair.com/ 官方網站